# WüdaraMusi
Die WüdaraMusi ist eine österreichische Volksmusikgruppe.
Sie wurde 2008 von vier Studenten und zwei Studentinnen der Universität für Musik und darstellende Kunst Wien gegründet, die mit dem Wunsch zusammenfanden, neben dem Studium auch Volksmusik zu spielen. Die Besetzung umfasst ein Flügelhorn, zwei Basstrompeten, eine Tuba, eine Steirische Harmonika sowie eine Harfe. Neben den sechs Gründern stehen heute im sogenannten Wüdara-Pool noch dreizehn (und mehr) weitere Musiker zur Verfügung, die bei Bedarf einspringen.
Das Repertoire der WüdaraMusi umfasst hauptsächlich alpenländische Volksmusik, aber auch einige Wienerlieder, Oberkrainer-Stücke und Schlager.
Die WüdaraMusi spielte u. a. bereits auf dem Woodstock der Blasmusik, dem Oktoberfest in München, dem Spielberg Musikfestival, der Brass Wiesn in Eching, dem drumherum in Regen, dem Villacher Kirchtag, dem Festival Aufg’horcht in Innsbruck, dem Aufsteirern-Festival in Graz und dem Bischofshofener Amselsingen. Dazu gesellen sich Auftritte im Festspielhaus St. Pölten, in der Wiener Hofburg und im renommierten Wiener Konzerthaus.
Auch in diversen Fernsehsendungen waren die Musiker bereits zu Gast: im Hoagascht (2014, 2019) und Musikantenstammtisch (2018, 2022) auf ServusTV, im ORF-Fernsehfrühschoppen (2013), in Mei liabste Weis, ebenfalls im ORF (2012), sowie bei den Wirtshausmusikanten im BR Fernsehen (2019).

## Musikstil
Die WüdaraMusi hat sich als prägende Kraft im Bereich des zeitgenössischen alpenländischen Tanzlmusik-Sounds etabliert. Seit ihrer Gründung hat sich ihr musikalisches Stilbild von dem traditionellen Klangbild, das maßgeblich von den Komponisten und Kapellmeistern Gottlieb Weißbacher und Peter Moser mit zweistimmiger Melodieführung und ergänzender Gegenmelodie geprägt wurde, hin zu einer alternierenden zwei- und dreistimmigen Melodieführung weiterentwickelt. Diese Neuerung verleiht dem Klangbild eine vollere und dichtere Klangfarbe, während die Transparenz leicht abnimmt.
Die Instrumentierung der WüdaraMusi, bestehend aus Flügelhorn und zwei eher eng mensurierten Basstrompeten, trägt maßgeblich zur Strahlkraft des dreistimmigen Melodiesatzes bei. Die vergleichsweise tiefere Tonlage dieser Besetzung, im Gegensatz zu der Verwendung von zwei hohen Blechblasinstrumenten, führt zu einem kräftigen, aber niemals aufdringlichen Klangbild.
Bernhard Holl hat durch seine Arrangements diesen charakteristischen „Wüdara-Sound“ entwickelt und durch zahlreiche Auftritte im gesamten Alpenraum verbreitet. Diese stilistische Innovation und ihre Verbreitung haben dazu beigetragen, dass die WüdaraMusi eine führende Rolle in der modernen alpenländischen Volksmusik eingenommen hat.